# Lemah Burbana
Lemah Burbana is een bestuurslaag in het regentschap Aceh Tengah van de provincie Atjeh, Indonesië. Lemah Burbana telt 793 inwoners (volkstelling 2010).